# Iván Merino
Iván Godofredo Merino Aguirre (Huancayo, 9 de junio de 1961) es un empresario peruano. Fue ministro de Energía y Minas del Perú durante el gobierno de Pedro Castillo, desde el 29 de julio hasta el 6 de octubre del 2021.

## Biografía
Iván Godofredo nació el 9 de junio de 1961, en Huancayo, Perú. Es hijo del ingeniero agrónomo Daniel Jesús Merino y la contadora mercantil Haydee Aguirre. 
Es un pequeño empresario experto en negociación social y resolución de conflictos. Ha sido gerente general de SUR Análisis SAC. También es miembro de la junta directiva de la Fundación lntercultural Sudamericana (FIS).

### Matrimonio
Está casado desde 1993 con la economista Celeste Rosas Muñoz, con quien publicó el libro: ¿Inversión Extranjera=Desarrollo? Reflexiones sobre la inversión en el Perú. 2003 ISBN 9972-9823-0-0; el cual es la base para su política instaurada en el Ministerio de Energía y Minas denominada Rentabilidad Social, y que fue señalada en el discurso presidencial del 28 de julio del 2021.

## Vida política
Colaboró con la campaña de Pedro Castillo, convocado para capacitar al candidato en temas económicos. Dirigió el plan de gobierno de Perú Libre durante la campaña que emitió el documento: Plan Bicentenario, y redactó el discurso de toma de posesión del cargo presidencial.  

### Ministro de Energía y Minas
El 29 de julio de 2021, fue nombrado ministro de Energía y Minas del Perú en el gobierno de Pedro Castillo. El 6 de octubre, junto a otros siete ministros y el presidente del Consejo de Ministros, renunció a su cargo, al no aceptar presiones para colocar a individuos poco capacitados o con graves antecedentes en diversos organismos públicos ligados al Ministerio de Energía y Minas del Perú, siendo remplazado por Eduardo González Toro.